# Revninge Sogn

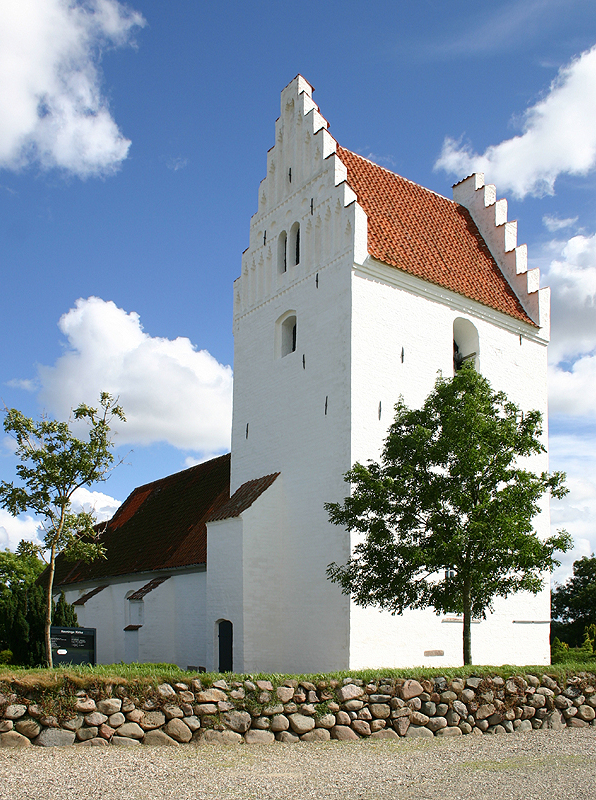
Revninge Kirke

Revninge Sogn ist eine Kirchspielsgemeinde (dän.: Sogn)
auf der Insel Fyn (dt.: Fünen)
im südlichen Dänemark. Bis 1970 gehörte sie zur Harde Bjerge Herred im damaligen Odense Amt, danach zur Kerteminde Kommune im
Fyns Amt, die im Zuge der  Kommunalreform zum 1. Januar 2007 in der
„neuen“
Kerteminde Kommune in der Region Syddanmark aufgegangen ist.
Im Kirchspiel leben 649 Einwohner, davon 228 im Kirchdorf (Stand: 1. Januar 2023). Im Kirchspiel liegt die Kirche „Revninge Kirke“.
Nachbargemeinden sind im Norden Kerteminde Sogn, im Westen Kølstrup Sogn und im Südwesten Rynkeby Sogn, ferner in der südlich angrenzenden Nyborg Kommune Flødstrup Sogn.